# Brown Island (Antarktika)
Brown Island (in Argentinien Islas Pardas ‚Braune Inseln‘) ist eine kleine, braune und nahezu schneefreie Insel im Wilhelm-Archipel westlich der Antarktischen Halbinsel. Im südöstlichen Teil der Gruppe der Wauwermans-Inseln liegt sie 3 km südwestlich von Wednesday Island.
Teilnehmer der British Graham Land Expedition (1934–1937) unter der Leitung des australischen Polarforschers John Rymill kartierten und benannten sie. Namensgebend war ihre bräunliche Färbung, die sie von den benachbarten schneebedeckten Inseln abhebt.